# Kamienica pod Lwem w Toruniu
Kamienica pod Lwem (również Glazurowa, Dom Glazurowy, niem. Glasenhaus) – kamienica znajdująca się przy Rynku Staromiejskim 36 w Toruniu.
Kamienica została wzniesiona w XIV wieku. Po 1468 roku częściowo należała do Mikołaja Kopernika, ławnika i ojca astronoma. Druga połowa domu pozostawała (od końca XIV wieku) w posiadaniu rodu Watzenrodów, z których wywodziła się żona Kopernika Barbara. Prawdopodobnie w tym domu (a nie w kamienicy przy ul. Kopernika 15) urodził się astronom Mikołaj Kopernik. Po śmierci Kopernika seniora budynek odziedziczyła wdowa i jej dzieci. W następnych latach kamienica należała do Bartłomieja Gertnera, męża siostry Mikołaja.
W średniowieczu kamienica była pokryta glazurowanymi cegłami. Od nich prawdopodobnie pochodzi pierwotna nazwa kamienicy „Glazurowa”, używana do ok. 1643 roku. Nowa nazwa pojawiła się w połowie XVII wieku, gdy kamienica otrzymała manierystyczną elewację. Szczyt był zdobiony ornamentem typu niderlandzkiego i uwieńczony rzeźbą lwa.
W latach 1895–1896 kamienica została rozbudowana w ramach utworzenia domu towarowego Moritza Simona Leisera. Nowy obiekt zaprojektowany przez zamieszkującego w Berlinie żydowskiego architekta Maxa Fraenkla ma formy neogotyckie. Inwestycję prowadzili Adolf i Isidor Leiserowie, prawdopodobnie synowie Moritza. Podczas prac zniszczono malowidła z czasów gotyku. Oddany do użytku dom handlowy był największym i jednym z najbardziej reprezentacyjnych sklepów w Toruniu.